# Urumaco
Urumaco ist ein Dorf im venezolanischen Bundesstaat Falcón, 75 Kilometer westlich von Coro. Im Jahr 2010 hatte es nach Schätzungen der Universidad de los Andes etwa 5107 Einwohner.
Urumaco ist Verwaltungssitz des gleichnamigen Bezirks. Das Dorf ist durch die Nationalstraße 3 mit Dabajuro und Maracaibo im Westen und mit Coro im Osten verbunden.

## Sehenswürdigkeiten
Urumaco hat ein paläontologisches Museum. In der Nähe gibt es indianische Petroglyphen und eine bedeutende Fossilfundstelle aus dem Miozän. Dazu gehörten Funde von drei Meter langen Panzern von Riesenschildkröten sowie Knochen von 500 kg schweren Nagetieren und 11 Meter langen Krokodilen.